# Takashi Shimura
Takashi Shimura (志村 喬, Shimura Takashi) (12 de março de 1905 — 11 de fevereiro de 1982) foi um dos maiores atores japoneses do último século.

## Biografia
Nascido em Ikuno, no Japão, um de seus primeiros papéis foi no filme Naniwa erejî, de Kenji Mizoguchi, em 1936. Depois de Toshiro Mifune, Shimura foi provavelmente o ator mais proximamente associado à Akira Kurosawa. Shimura apareceu em muitos dos mais importantes filmes de Kurosawa (assim como em diversos filmes menores do diretor), em papéis tais como o samurai líder em Shichinin no samurai, o lenhador em Rashōmon, o personagem principal em Ikiru, um detetive veterano em Nora inu e o doutor em Yoidore tenshi, apenas para nomear alguns dos filmes. De fato, a colaboração cinematográfica entre Kurosawa e Shimura, desde 1943 com Sugata Sanshiro até 1980, com Kagemusha, onde Kurosawa escreveu uma parte especificamente para Shimura. Entretanto, a cena foi cortada na versão ocidental, então muitos nem sequer sabem que ele esteve no filme. O lançamento do filme como parte da coleção The Criterion Collection resgatou as seqüencias perdidas e a incluiu dentro da versão estadunidense do filme.
Fora de sua carreira junto de Kurosawa, Shimura é melhor conhecido principalmente por seus papéis em diversos filmes japoneses de monstros, incluindo o papel de cientista Kyohei Yamane nos dois primeiros filmes da série Godzilla. Shimura morreu no dia 11 de fevereiro de 1982, de um enfisema, com 76 anos de idade.

## Filmografia parcial
- 1943: Sugata Sanchiro
- 1944: Ichiban utsukushiku
- 1945: Tora no o wo fumu otokotachi
- 1946: Waga seishun ni kuinashi
- 1948: Yoidore tenshi
- 1949: Shizukanaru ketto
- 1949: Nora inu
- 1950: Shubun
- 1950: Rashōmon
- 1951: Hakuchi
- 1952: Ikiru
- 1954: Shichinin no samurai
- 1954: Gojira
- 1955: Gojira no gyakushû
- 1955: Ikimono no kiroku
- 1956: Miyamoto Musashi kanketsuhen: kettô Ganryûjima
- 1957: Chikyū Bōeigun
- 1957: Kumonosu-jō
- 1958: Kakushi toride no san akunin
- 1960: Warui yatsu hodo yoku nemuru
- 1961: Yojimbo
- 1961: Mosura
- 1962: Tsubaki Sanjūrō
- 1963: Tengoku to jigoku
- 1964: San Daikaijū: Chikyū Saidai no Kessen
- 1965: Samurai
- 1965: Akahige
- 1968: Zatōichi hatashijō
- 1973: Shin Zatōichi monogatari: Kasama no chimatsuri
- 1974: Nosutoradamusu no daiyogen
- 1978: Ogin-sama
- 1980: Kagemusha